# Colombe versicolore
Geotrygon versicolor
Espèce
Statut de conservation UICN

 NT  : Quasi menacé
La Colombe versicolore (Geotrygon versicolor) est une espèce d'oiseau de la famille des Columbidae.

## Répartition
Elle est  endémique à la Jamaïque.

## Habitat
Elle habite les forêts humides tropicales et subtropicales en altitude.
Elle est menacée par la perte de son habitat.